# Helius simulator
Helius simulator är en tvåvingeart som beskrevs av Alexander 1962. Helius simulator ingår i släktet Helius och familjen småharkrankar. Inga underarter finns listade i Catalogue of Life.